# ジョルジュ・ユイスマン
ジョルジュ・ユイスマン（フランス語: Georges Huisman, 1889年 - 1951年）は、フランスの歴史学者、アグレジェ（歴史学）、政治家である。カンヌ国際映画祭を創設し、1946年の第1回以降、1949年の第3回まで連続で審査委員長を務めた。

## 人物・来歴
1889年に生まれる。
1929年、息子のドニが生まれる。
商務省の内閣書記官長、ついで、ポール・ドゥメール元老院議長の官房長官を務めている。ドゥメールが1931年に共和国大統領に選ばれたときに、ユイスマンは官房長官に留まった。ドゥメールが暗殺された後、アルベール・ルブランが大統領に当選し、ユイスマンは、エコール・デ・ボザール学長としての業務を待機している期間に、アンドレ・マーグルに代わって元老院議長の官房長官に就任した。
その後、急進社会党のエドゥアール・ダラディエ内閣のもとでは、ジャン・ゼーによってエコール・デ・ボザール学長としての実務を執行するよう選択された。ユイスマンはフランス国内における映画の普及に協力し、とくに1939年（昭和14年）には、「カンヌ国際映画祭」を創設し、実現に取り組んだが、同年、ドイツのポーランド侵攻が起き、戦況を鑑みて断念した。1940年には、マシリア号に乗り込んでいる。
マルセイユへ帰還し、ルイ＝シャルル・ベレーの協力を得て、アルビ近くの農家で18か月間隠れ住んだ。1942年にドイツ軍によって捕縛されたが、小説家のロラン・ドルジュレスに救出された。
第二次世界大戦後の1946年、第1回カンヌ国際映画祭を開催することができ、ユイスマンは審査委員長に就任した。翌1947年の第2回、1949年の第3回でも、審査委員長を務めた。
1951年、ヴァル＝ドワーズ県ヴァルモンドワで死去した。満61-62歳没。同年4月3日から開催された第4回カンヌ国際映画祭の審査委員長には、小説家のアンドレ・モーロワが務め、以降は毎年新しい審査委員長が選出されることとなった。

## おもなビブリオグラフィ
- Art et esthétique, Melinc, 152 p., 1923.
- Pour comprendre les monuments de Paris, Paris, Hachette, 1925.
- Histoire générale de l'art, Dir., Paris, Aristide Quillet, 4 volumes, 1938.
- Récits et épisodes de la Révolution française, avec Marcelle Huisman, Paris, Fernand Nathan, 1962 / 1991, Trésors des provinces de France, ISBN 2092045229
- Contes du Moyen-Âge français, avec Marcelle Huisman, Paris, Nathan, 1958 / 2003, Pocket junior mythologies, ISBN 2266065270

## 関連事項
- 第1回カンヌ国際映画祭
- ヴァルモンドワ （en:Valmondois）
- ドニ・ユイスマン （fr:Denis Huisman）
- ポール・ドゥメール （en:Paul Doumer）
- ジャン・ゼー （en:Jean Zay）
- マシリア号 （fr:Massilia (paquebot)）
- ルイ＝シャルル・ベレー （fr:Louis-Charles Bellet）
- ロラン・ドルジュレス （en:Roland Dorgelès）

## 註
- Georges Huisman par quelques uns de ses amis, Georges Huisman, 1950